# Calle 190 (línea de la Octava Avenida)
La Calle 190 (originalmente llamada 190th Street–Overlook Terrace en inglés), localizada en la Avenida Fort Washington o entre alrededor de 240 metros (260 yardas) al norte de la calle 190, la estación tiene dos vías y dos plataformas en la cual funciona con los trenes A todo el tiempo. La estación está cerca de Fort Tryon Park y la  madre Francisca Javiera en Hudson Heights barrio de Washington Heights.  The Cloisters del Museo Medieval de Artes, una marca del Museo de Arte Metropolitano, está localizado en el parque, a unos 10 minutos caminando. La estación está bajo 140 pies (43 metros) de la superficie, debido a las altas colinas de Washington Heights. Debido a esto hay varios elevadores hacia la Avenida Fort Washington, con una salida adicional sobre la colina que colinda con la Avenida Bennet, con un acceso rápido al barrio Fort George de Washington Heights.

## Conexiones de buses
Salida de la Avenida Fort Washington:
- M4
- M98

Salida de la Avenida Bennett:
- M100
- Bx7

## Accesibilidad
La estación no tiene ninguna vía de acceso para discapacitados porque el acceso para llegar hacia la plataforma solo es posible por escaleras. La estación más cercana con rampas de accesibilidad para discapacitados es la Calle 175-Terminal de Autobuses del Puente George Washington.